# Arc the Lad
Arc the Lad (アークザラッド?, Āku za raddo),  è un anime ispirato ad una serie di videogiochi di genere "gioco di ruolo a turni", creati dalla Sony PlayStation, chiamati Arc the Lad, Arc the Lad II, e Arc the Lad III.
L'anime, trasmesso dal satellite televisivo Anime Complex e arrivando nel nord America grazie alla ADV Films, non è invece mai arrivato in Italia e in Europa.

## Trama
L'anime segue le vicende narrate nel secondo videogioco della serie, dove il protagonista, Elk nei suoi viaggi affronta molte avventure. Durante il suo peregrinare incontra diversi mostri creati da un'organizzazione malvagia, simili ad esseri umani e chiamati "chimera". Elk viene catturato dai suoi nemici, ma è subito salvato da Lieza, un'allenatrice di mostri dalla stessa corporazione malvagia che però arriverà a tradire.
A differenza del videogioco, a metà serie la storia prende una narrazione abbastanza diversa e anche il finale cambia in modo considerevole.

## Episodi
| Nº | Titolo italiano (traduzione letterale) Giapponese 「Kanji」 - Rōmaji    | In onda           | In onda |
| Nº | Titolo italiano (traduzione letterale) Giapponese 「Kanji」 - Rōmaji    | Giapponese        |         |
| 1  | Il ragazzo con una fiamma 「炎の少年」 - Honoo no shōnen                | 5 aprile 1999     |         |
| 2  | L'inizio del destino 「運命のはじまり」 - Unmei nohajimari              | 12 aprile 1999    |         |
| 3  | Sentirsi sotto la pioggia 「時雨の心地」 - Shigure no kokochi           | 19 aprile 1999    |         |
| 4  | Dea pallida 「蒼き女神」 - Aoki megami                                  | 26 aprile 1999    |         |
| 5  | I criminali 「犯罪者たち」 - Hanzaisha tachi                            | 3 maggio 1999     |         |
| 6  | Dietro il suono delle onde 「波音の彼方」 - Namioto no kanata           | 10 maggio 1999    |         |
| 7  | Antico guardiano 「古の守護者」 - Ko no shugosha                        | 17 maggio 1999    |         |
| 8  | Scappa 「逃亡」 - Tōbō                                                  | 24 maggio 1999    |         |
| 9  | L'amico che è stato lasciato indietro 「残された友」 - Nokosa reta tomo | 31 maggio 1999    |         |
| 10 | La crociata senza nome 「名も無き十字軍」 - Mei mo naki jūjigun         | 7 giugno 1999     |         |
| 11 | Uomo coraggioso solitario 「孤独な勇者」 - Kodoku na yūsha              | 14 giugno 1999    |         |
| 12 | Casa bianca 「白い家」 - Shiroi ie                                      | 21 giugno 1999    |         |
| 13 | Santa madre sorridente 「微笑みの聖母」 - Hohoemi no seibo              | 28 giugno 1999    |         |
| 14 | Santuario della fanciulla del santuario 「精霊の巫女」 - Seirei no miko | 5 luglio 1999     |         |
| 15 | La fiamma ha resistito 「焔立つ」 - Honoo tatsu                         | 12 luglio 1999    |         |
| 16 | Riconquista 「奪還」 - Dakkan                                           | 19 luglio 1999    |         |
| 17 | Castello scarlatto 「緋色の王城」 - Hiiro no ōjō                        | 26 luglio 1999    |         |
| 18 | Torre chimera 「キメラ使い」 - Kimera tsukai                            | 2 agosto 1999     |         |
| 19 | Confronto di due grandi uomini 「両雄対決」 - Ryōyū taiketsu            | 23 agosto 1999    |         |
| 20 | Nuovo incontro con JP che ha un errore marchiano 「再会」 - Saikai      | 30 agosto 1999    |         |
| 21 | Il luogo dove risiede la verità 「真実の在処」 - Shinjitsu no arika     | 6 settembre 1999  |         |
| 22 | Nascondendosi nelle ombre 「影に潜む」 - Kage ni hisomu                 | 13 settembre 1999 |         |
| 23 | Occhi ghiacciati 「凍れる瞳」 - Koore ru hitomi                         | 20 settembre 1999 |         |
| 24 | Accelerazione delle tenebre 「闇の胎動」 - Yami no taidō                | 27 settembre 1999 |         |
| 25 | Santa arca 「聖柩」 - Hijiri hitsugi                                    | 4 ottobre 1999    |         |
| 26 | Ragazzo splendente 「最終回 輝の少年」 - Saishūkai teru no shōnen       | 11 ottobre 1999   |         |

## Doppiaggio
| Personaggio | Doppiatore originale | Doppiatore inglese |
| ----------- | -------------------- | ------------------ |
| Elk         | Daisuke Namikawa     | Joshua Seth        |
| Arc         | Hiro Yūki            | Steve Cannon       |
| Lieza       | Yui Horie            | Dorothy Melendrez  |
| Shu         | Shūichi Ikeda        | Dave Mallow        |
| Shante      | Rika Sugimura        | Melissa Charles    |
| Kukuru      | Yūko Mizutani        | Wendee Lee         |
| Gallarno    | Hiroshi Iwasaki      | Anthony Mozdy      |
| Clive       | Nobuo Tobita         | Ethan Murray       |
| Tosh        | Nobuyuki Hiyama      | Sparky Thornton    |
| Chongara    | Shinpachi Tsuji      | Abe Lasser         |
| Gogen       | Hiroshi Naka         | Richard Barnes     |
| Poco        | Wasabi Mizuta        | Mona Marshall      |

## Sigle
Sigla d'apertura
- "Arc the Lad ~Main Theme~" di Masahiro Andou

Sigle finali
- "Happy Tomorrow" di NiNa (episodi 01-12, 26)
- "Rest in Peace" di NiNa (episodi 13-26)